# عمر محمود شمس
عمر بن محمود بن علي شمس الرشيدي رجل دولة ومستشار قضائي سعودي، ويُعدَّ من رواد الحركة الرياضية البارزين في المملكة العربية السعودية، وهو من مؤسسي النادي الأهلي بجدة في أواسط الثلاثينيات من القرن الماضي. تدرج في عدة وظائف حكومية حتى شغل رئاسة الاستخبارات العامة بمرتبة وزير ولأكثر من عقد من الزمن.

## مسيرته

### الأسرة والمولد
ولد عمر شمس في حارة الشام بمحافظة جدة، وتوفيت والدته وهو لايزال طفل رضيع، وقامت على رعايته زوجة أبيه والتي كانت حنونة فيه وكان هو باراً فيها. أكمل تعليمه العام بمدارس الفلاح، وقد بدأ حياته العملية في دكان والده محمود شمس الذي كان يمتهن الطب الشعبي وكانوا يلقبونه «الحكيم محمود»، وعندما كان عمر شمس في سن مبكرة توفي شقيقه الأكبر «حسن شمس» بمرض التيفوئيد وتبع وفاته ببضعة أيام وفاة والده الذي لم يتحمل فراق ابنه حسن، فوجد نفسه المسؤول عن إعالة أسرته الكبيرة؛ فقد أصبح يعول زوجة أبيه السيدة/ خديجة محمود وعمته أمينة، وإخوانه وأخواته السبعة وهم: عائشة، إبراهيم، يوسف، محمد، أسماء، مريم، أحمد، ومتكفلاً بعد الله عن معيشتهم وتلبية احتياجاتهم، وهذا ما أكسبه الحنان والاهتمام وحبه للآخرين اللذي لازمه الباقي من عمره.
كما أن هذه الظروف التي قدّرها الله للأستاذ عمر شمس ليبدأ بها حياته العصامية كانت هي القاعدة التي تأسست عليها شخصيته المسؤولة، هذا بالإضافة إلى الشعبية التي اكتسبها لتوليه رئاسة النادي الأهلي الرياضي بعد أن أسسه شقيقه حسن. وخلال تلك الفترة عرفه معظم أهل جدة وجدوا فيه الأدب والرقي في التعامل، فكل من قابله كان يشهد بدماثة أخلاقه وسعه صدره وحبه الكبير للناس.
وعلى الرغم من انشغاله ومسؤولياته المتعددة وهو في سن المراهقة؛ إلا انه كان محباً للعلم وللقراءة والإطلاع على ما هو جديد في كل المجالات، وكانت من عاداته مجالسة كبار السن وأهل الخبرة.
عُرف بذاكرته القوية؛ فقد كان شديد الملاحظة ولديه قدرة ذهنية لتخزين المعلومات وترتيبها في ذهنه والرجوع إليها وتذكرها وبالتفصيل الدقيق. استمرت ذاكرته كذلك حتى أواخر أيام في حياته. توفي بمستشفى عرفان بجدة وهو بين أهله وبناته وأحفاده.

### العمل الحكومي
التحق بالعمل الحكومي وعين على وظيفة كاتب محروقات بمكتب المعادن والأشغال في 25/11/1358هـ، ثم عين على وظيفة محاسب بإدارة التنظيمات العامة في 16/9/1360هـ، ثم كاتب وقائم بأعمال الصندوق بتاريخ 1/1/1363هـ، ثم سكرتيراً بوزارة المالية من 5/9/1363هـ وحتى 15/6/1365هـ، ثم عين على وظيفة محرر ثانِ في الزكاة والدخل بتاريخ 22/11/1370هـ، ثم عين رئيساً لمكتب الجمارك العامة في 19/5/1372هـ، ثم تولى إدارة الجوازات والجنسية بجدة في 23/1/1374هـ حتى عين وكيلاً للمباحث والجوازات والجنسية بوزارة الداخلية بتاريخ 1/12/1375هـ، ثم عين مستشاراً قضائياً في وزارة الداخلية بتاريخ 11/10/1380هـ إلى أن تم نقله إلى وزارة الحج والأوقاف (وزارة الحج والعمرة حالياً) وعين على وظيفة مدير عام (1) في 14/11/1381هـ، وأخيراً تولى في 20/7/1383هـ رئاسة الاستخبارات العامة بمرتبة وزير بأمر من الملك فيصل بن عبد العزيز وبقي في المنصب حتى 1/10/1397هـ.

### النشاط الرياضي
كان عمر شمس أول مدير لمنتخب الغربية، وهو عضو في أول تشكيل لاتحاد الكرة كما أن له إسهامات ونشاطات بارزة في تأسيس وتطوير الحركة الرياضية بالمملكة العربية السعودية حيث عمل مع شقيقه حسن شمس بتأسيس النادي الأهلي عام 1357هـ، وبعد عامين من تأسيس النادي تولى رئاسته خلفاً لشقيقه الراحل حسن شمس. ثم تولى منصب المدير الإداري لمنتخب المنطقة الغربية (الساحل الغربي) الذي لعب مع منتخب المنطقة الشرقية (الساحل الشرقي) بالظهران عام 1372هـ الذي اعتبر أول لقاء رياضي بين المنطقتين. وعين عضواً في أول تشكيل للجنة الرياضية العليا لاتحاد كره القدم برئاسة الأمير عبد الله الفيصل «رحمه الله» في 20 ربيع الثاني 1375هـ، وتقديراً لجهوده فقط تم ترشيحه عام 1426هـ من قبل الرئيس العام لرعاية الشباب (الهيئة العامة للرياضة حالياً) آنذاك الأمير سلطان بن فهد بن عبد العزيز لتكريمه ومنحه وسام الرئاسة العامة لرعايه الشباب وفاءً وعرفاناً وشكراً لجهوده المباركة في خدمة شباب الوطن وتطوير الحركة الرياضية بالمملكة العربية السعودية؛ إذ ساهم وشارك في دعم النشاط الرياضي وترك بصمات واضحة على مسيرة الحركة الرياضية في المملكة حيث اعتبر من الرواد المؤسسين الأوائل للحركة الرياضية.
| سبقه اللواء سعيد كردي  | رئيس الاستخبارات العامة 1383 – 1397 هـ         | تبعه الأمير تركي الفيصل |
| سبقه الأستاذ عزيز ضياء | وكيل المباحث والجوازات والجنسية 1375 – 1380 هـ | تبعه العميد علي الصيرفي |
| سبقه الأستاذ حسن شمس   | رئيس النادي الأهلي 1369 – 1371 هـ              | تبعه الأستاذ حسن الصبان |